# Бржезно (городище)
Городище Бржезно або чеськ. Na Šachtách — доісторичне городище бронзової доби, яке стояло на місці (чеськ.)Na Šachtách на краю сучасного Бржезно поблизу Постолопрти в окрузі Лоуни. Населений пункт був укріплений за часів унетицької культури та пізнього гальштатського періоду, але археологічні знахідки також підтверджують давніше поселення в камяному віці. З 1964 року городище охороняється як пам'ятка культури.

## Історія
Археологічні знахідки свідчать про заселення городища вже в епоху енеоліту і відносяться до періоду культур лійчастих кубків і кулястих амфор. За часів унтицької культури місце було укріплене, але найпізніше до молодшої кновізької культури принаймні частина укріплень зникла (засипаний рів). Нові укріплення були побудовані лише під час гальштатської культури.
Ділянка постраждала від будівництва залізничної колії від Постолопру до Лоуни та у 1987-1988 роках під час будівництва дороги, під час чого, однак, проводилися рятівні археологічні дослідження.

## Побудова форми
Городище площею близько 1,5 га стояло на мисі, який, ймовірно, піднімається приблизно на двадцять метрів над навколишнім алювіальним рельєфом річки Огрже. Збереглися лише фрагменти укріплення. Поперечний вал, який захищав доступний південний бік, був здебільшого розораний. Його збережений фрагмент з південно-східного боку датований періодом унецької культури. За валом був рів бронзової доби. Спочатку укріплення мало близько дев'яти метрів завширшки і 3,4 метри завглибшки, але було засипане вже за часів кновізької культури. Іншу частину укріплення виявлено археологічними дослідженнями зі східного боку. За часів унетицької культури укріплення було утворене валом, який у гальштатський період поглинув восьмиметровий мур із внутрішньою камерною конструкцією та зовнішньою кам'яною стіною. На північному кінці внутрішня сторона іншої траншеї була задокументована відрогом канави.
Згідно зі знахідками, територія перед передбачуваним південним укріпленням також була заселена, де, серед іншого, виявлено три скелетні могили уннетицької культури з кам'яним облицюванням.

## Доступ
Місцезнаходження є вільним, але маркованої туристичної стежки до нього немає.